# هاري جيمس (لاعب كرة قدم أمريكية)
هاري جيمس (بالإنجليزية: Harry James)‏ هو لاعب كرة قدم أمريكية أمريكي، ولد في 20 يونيو 1881، وتوفي في 16 أكتوبر 1947 في سانت كلير في الولايات المتحدة.